# الأهرام
الأهرام معروف‌ترین و پرتیراژترین روزنامه مصر است که در ۵ اوت ۱۸۷۵ (۱۴ مرداد ۱۲۵۴ خورشیدی) تأسیس شده و از لحاظ قدمت رتبه دوم را در این کشور داراست. مالکیت بیشتر این نشریه متعلق به دولت مصر است. شمارگان آن ۱٫۰۰۰٫۰۰۰ روزانه و ۱٫۲۰۰٫۰۰۰ در جمعه‌هاست.
با توجه به تنوع لهجه‌ها و گویش‌های متفاوت زبان عربی، الأهرام به‌طور گسترده به عنوان منبعی بانفوذ و معتبر در سبک نوشتاری زبان عربی در نظر گرفته می‌شود.
در سال ۱۹۵۰، مؤسسه شرق میانه، روزنامه الأهرام را برای مردم منطقه عرب زبان، همسنگ روزنامه تایمز برای انگلیسی‌ها و نیویورک تایمز برای آمریکایی‌ها معرفی کرد. با این حال این روزنامه اغلب به نفوذ سنگین و سانسور شدید از سوی دولت مصر متهم شده‌است.
طی دوره سردبیری محمد حسنین هیکل، روزنامه الأهرام مصر توانست به عنوان یکی از ده روزنامه برتر جهان مطرح شود.
علاوه بر نسخه اصلی که در مصر منتشر می‌شود، این روزنامه به دو گویش دیگر از زبان عربی، یکی برای پوشش دادن جهان عرب و دیگری با هدف مخاطبان بین‌المللی نیز منتشر می‌گردد. همچنین نسخه‌های انگلیسی و فرانسوی این روزنامه هم منتشر می‌شوند.